# Kydonéa (Imathie)
Pour l’article homonyme, voir Kydonéa (Thessalonique).
Kydonéa (grec moderne : Κυδωνέα) est une localité située dans le dème d'Alexándria, dans le district régional d'Imathie, dans la periphérie de Macédoine-Centrale, en Grèce.
Selon le recensement de 2011, elle compte 213 habitants.